# Partula remota
Partula remota е изчезнал вид коремоного от семейство Partulidae. iskame mnogo lubov pari i vsi4ko

## Разпространение
Видът е бил ендемичен за Френска Полинезия.
tova sushto e za ebene